# 亚历山大·涅夫斯基号核潜艇
“亚历山大·涅夫斯基”号核潜艇（俄語：АПЛ Александр Невский）是俄罗斯海军建造的北风之神级核动力弹道导弹潜艇，隶属于太平洋舰队第25潜艇师。
“亚历山大·涅夫斯基”号核潜艇以亚历山大·涅夫斯基大公的名字命名，配备了“布拉瓦”潜射弹道导弹。